# Soul Duo
Soul Duo — студійний альбом американської джазової органістки Ширлі Скотт і флюгельгорніста Кларка Террі, випущений у 1966 році лейблом Impulse! Records. 

## Опис
Альбом органістки Ширлі Скотт записаний у квартеті з флюгельгорністом Кларком Террі, ударником Мікі Рокером і басистами Бобом Креншоу та Джорджем Дювів'є. Квартет виконує чотири власні композиції Скотт, дві композиції Террі, свінгову «Until I Met You» і стандарт «Heat Wave».

## Список композицій
1. «Soul Duo» (Ширлі Скотт)  — 5:45
2. «Until I Met You (Corner Pocket)» (Фредді Грін, Дон Вульф)  — 5:40
3. «This Light of Mine» (Ширлі Скотт)  — 3:30
4. «Joonji» (Кларк Террі) — 3:51
5. «Clark Bars» (Кларк Террі)  — 4:10
6. «Taj Mahal» (Ширлі Скотт)  — 4:00
7. «Up a Hair» (Ширлі Скотт)  — 4:59
8. «Heat Wave» (Ірвінг Берлін)  — 4:27

Записаний 19 серпня (2, 3, 5, 8) і 22 серпня (1, 4, 6, 7) 1966 року на студії Olmstead Studio в Нью-Йорку.

## Учасники запису
- Ширлі Скотт — орган
- Кларк Террі — флюгельгорн (1-6, 8)
- Боб Креншоу (1, 4, 6, 7), Джордж Дювів'є (2, 3, 5, 8) — контрабас
- Мікі Рокер — ударні

Технічний персонал
- Боб Тіл — продюсер
- Боб Сімпсон — інженер звукозапису